# Paintsville
Paintsville és una població dels Estats Units a l'estat de Kentucky. Segons el cens del 2000 tenia 4.132 habitants.

## Demografia
Segons el cens del 2000, Paintsville tenia 4.132 habitants, 1.681 habitatges, i 1.079 famílies. La densitat de població era de 303,3 habitants/km².
Dels 1.681 habitatges en un 29,7% hi vivien nens de menys de 18 anys, en un 46,2% hi vivien parelles casades, en un 15% dones solteres, i en un 35,8% no eren unitats familiars. En el 33,7% dels habitatges hi vivien persones soles el 13,4% de les quals corresponia a persones de 65 anys o més que vivien soles. El nombre mitjà de persones vivint en cada habitatge era de 2,21 i el nombre mitjà de persones que vivien en cada família era de 2,81.
Per edats la població es repartia de la següent manera: un 21,2% tenia menys de 18 anys, un 8,2% entre 18 i 24, un 27,1% entre 25 i 44, un 24,6% de 45 a 60 i un 18,9% 65 anys o més.
L'edat mediana era de 40 anys. Per cada 100 dones de 18 o més anys hi havia 80,2 homes.
La renda mediana per habitatge era de 25.259 $ i la renda mediana per família de 30.575 $. Els homes tenien una renda mediana de 30.478 $ mentre que les dones 25.640 $. La renda per capita de la població era de 15.876 $. Entorn del 21% de les famílies i el 29,4% de la població estaven per davall del llindar de pobresa.

## Poblacions més properes
El següent diagrama mostra les poblacions més properes.